# ネス (MOTHER2)
ネス（英: Ness）は、任天堂が発売したスーパーファミコン用コンピュータRPG『MOTHER2 ギーグの逆襲』に登場する架空の人物で、同作の主人公。

## 概要
MOTHERシリーズの第2作目『MOTHER2 ギーグの逆襲』に登場する少年。本来、公式名は定められていないが、説明書等での記載やゲームを開始する際の命名時では「ネス」が名前の候補の一つとなっているほか、後述の対戦アクションゲーム『大乱闘スマッシュブラザーズ』シリーズや関連書籍・グッズ等では「ネス」の名前で扱われている。「ネス」の英名「Ness」は、『MOTHER2 ギーグの逆襲』の日本国外版である『Earthbound』が対応するゲーム機「Super Nintendo Entertainment System」の略称「SNES」のアナグラムが由来だという説もある。
シリーズ1作目『MOTHER』の主人公と服装が酷似しており、犬を飼っている、父親が離れた地におりゲーム中では電話でしか接点がないなど共通点は多いが、関係性は不明。
少なくとも妹の数やその名前など家族構成に差異はある。
未発売の海外版及びそれを元にしたとされるゲームボーイアドバンス版ではエンディングの父親からの電話で『2』への布石と取れる描写が追加されているが『1』の主人公がネスと同じく名無しとされながら説明書等では「ニンテン」とされていることや上記の矛盾点などから、同じ境遇の別人としての側面が大きく別人と解釈されていることが多い

## 人物
イーグルランドの地方都市オネットに住んでいる。12歳。母親、妹のトレーシー、飼い犬とともに暮らしており、父親は仕事で長期間家を離れている。赤い野球帽を被り、青と黄のボーダーシャツを身につけ、黄色いリュックサックを背負っている。
ある日の夜、自宅の裏山に隕石が落下したことを受け、様子を見ようと山頂へ向かう。その後、落下現場でくすぶる隕石を確認し、その場から立ち去ろうとした時、突然、隕石の中からカブトムシのような姿をした生物が現れ声をかけられる。10年後の未来からやってきたというその生物・ブンブーンの口から、ギーグという名の侵略者によって引き起こされた未来世界の惨状について語られ、ギーグの手が及んでいない現代の時点でギーグの計画を阻止するよう命運を託される。そうしたブンブーンの想いに応えるべく、翌朝、冒険へと出発することになる。
道中では自宅の隣家に住む少年・ポーキーから様々な妨害を受けるものの、自分と同じ使命を帯びる少年少女たちと力を合わせ冒険を進める。世界各地にある8箇所の特別な場所を巡って自らの中に眠る力を呼び起こしたのち、ギーグが攻撃を仕掛ける世界へ仲間と共に向かい、野望を阻止するため戦いに臨む。

## 能力・特徴
武器は主にバットを使用する。また、レベルの上昇とともに「PSI」と呼ばれる超能力を会得する。仲間の治療・回復・能力の補助といった用途のPSIのほか、敵全体を攻撃できる強力なPSIも覚える。
他の仲間たちと比べて全体的な能力が高いが素早さがやや低めで、戦闘中の行動は後に回ることが多い。物語終盤のイベント後には全ての能力が大きく向上する。
冒険を続けていると、時折「ホームシック」状態になる。この状態で敵との戦闘を行うと、母親のことを思い出すなどして戦意を喪失し行動不能になることがある。実家へ帰ったり電話で母親と会話したりすることで状態が回復する。

## MOTHER2以外の登場作品

### 大乱闘スマッシュブラザーズシリーズ
シリーズ全作品に「ネス」の名前で登場している。原作同様にバットやヨーヨーを用いて攻撃し、独特の挙動でジャンプをする。また必殺ワザとして様々なPSIを用いるが、「PKフラッシュ」を除きいずれも原作でネスが使用しないものである。声優はシリーズを通して大本眞基子が担当している。
ニンテンドウオールスター!大乱闘スマッシュブラザーズ
初期段階では選択できるキャラクターに含まれていないが、特定の条件を満たすことで登場する。
大乱闘スマッシュブラザーズDX
初期段階から選択できるキャラクターとして登場。
大乱闘スマッシュブラザーズX
特定の条件を満たすことで登場する。オープニングムービーには初めから登場している。
強力な必殺ワザ「最後の切りふだ」として、原作で仲間の一人・プーが用いるPSI「PKスターストーム」を使用する。
オリジナルの物語が展開されるモード「亜空の使者」にも登場する。この中では、荒廃した動物園でポーキーに襲われていた『MOTHER3』の主人公・リュカの前に現れ、共に闘いポーキーを撃破する。しかし、直後に襲いかかってきたワリオからリュカを庇った際に、ワリオが持つ装置によってフィギュアの姿に変えられ持ち去られてしまう。その後、元の姿を取り戻し、同じくフィギュア化された他のキャラクターたちを救出するため、デデデ、ルイージと行動を共にする。
大乱闘スマッシュブラザーズ for Nintendo 3DS / Wii U
『for Nintendo 3DS』では特定の条件を満たすことで登場。『for Wii U』では最初から選択可能。『X』では『DX』のボイスを流用していたが、本作では大本によりボイスが新録されている。
大乱闘スマッシュブラザーズ SPECIAL
特定の条件を満たすことで登場する。「最後の切りふだ」でPKスターストームを使用する際に、原作ででともに冒険した仲間のポーラとプーがネスの両側に現れる。

### その他の登場作品
MOTHER3
本人は登場しないが、作中に登場する町「ニューポークシティ」の映画館で、『MOTHER2 ギーグの逆襲』の仲間たちと共にいる姿がスクリーンに映し出されている。
スーパーマリオメーカー
主人公のマリオのドット絵を変更して操作できるキャラクター「キャラマリオ」の一つとして、「ネス」の名前で登場する。ネスの操作時には、効果音が原作のものに変わる。

## 関連商品
様々なゲームと連動するフィギュア「amiibo」の一種として、ネスのamiiboが2015年4月29日に発売された。